# Etheostoma lynceum
Etheostoma lynceum är en fiskart som beskrevs av Hay, 1885. Etheostoma lynceum ingår i släktet Etheostoma och familjen abborrfiskar. IUCN kategoriserar arten globalt som livskraftig. Inga underarter finns listade i Catalogue of Life.